# Gerda Kupferschmied
Gerda Kupferschmied z domu Garke (ur. 19 sierpnia 1942 w Chociebużu) – niemiecka lekkoatletka specjalizująca się w skoku wzwyż, olimpijka. Podczas swojej kariery reprezentowała Niemiecką Republikę Demokratyczną. 

## Życiorys
Startując we wspólnej reprezentacji Niemiec zajęła 12. miejsce w skoku wzwyż na igrzyskach olimpijskich w 1964 w Tokio.
Była mistrzynią NRD w skoku wzwyż w 1964 oraz brązową medalistką w 1963.
Dwukrotnie poprawiała rekord NRD w skoku wzwyż do wysokości 1,75 m, uzyskanej 11 lipca 1964 w Jenie. Był to najlepszy wynik w jej karierze.